# Función divisor

Función divisor σ_{0}(n) representada hasta n=250.

Función sigma σ_{1}(n) representada hasta n=250. Otro tipo de función en la que se usan los divisores de un número.

En matemáticas, y específicamente en teoría de números, una función divisor es una función aritmética relacionada con los divisores de un entero. Cuando nos referimos a la función divisor, este cuenta el número de divisores de un entero. Este aparece en un considerable número de identidades, incluyendo relaciones con la Función zeta de Riemann y las series de Eisenstein de formas modulares. Las funciones divisor fueron estudiadas por Ramanujan, quien dio un número importante de congruencias e identidades. 
Una función relacionada es función suma de divisores, la cual, como su nombre lo dice, es la suma sobre las funciones divisor.

## Definición
La función suma de divisores positivos {\displaystyle \sigma _{x}(n)} se define como la suma de las {\displaystyle x}-ésimas potencias de los divisores positivos de {\displaystyle n}:
{\displaystyle \sigma _{x}(n)=\sum _{d|n}d^{x}\,\!.}
Las notaciones {\displaystyle d(n)} y {\displaystyle \tau (n)} (la función tau) son usadas para denotar {\displaystyle \sigma _{0}(n)}, que es el número de divisores de {\displaystyle n}. Cuando {\displaystyle x} es 1, la función es llamada «función sigma» o «función suma de divisores», y la variable subscrita es omitida, luego {\displaystyle \sigma (n)} es equivalente a {\displaystyle \sigma _{1}(n)}. La suma alícuota {\displaystyle s(n)} de {\displaystyle n} es la suma de los divisores propios de {\displaystyle n} (esto es, todos los divisores a excepción de {\displaystyle n}), de manera que {\displaystyle s(n)=\sigma _{1}(n)-n}. La secuencia alícuota de {\displaystyle n} se forma por repetidas aplicaciones de la función suma alícuota.

## Tabla de valores hasta el 15
| n  | Divisores    | σ0(n) | σ1(n) | Suma alícuota |
| -- | ------------ | ----- | ----- | ------------- |
| 1  | 1            | 1     | 1     | 0             |
| 2  | 1,2          | 2     | 3     | 1             |
| 3  | 1,3          | 2     | 4     | 1             |
| 4  | 1,2,4        | 3     | 7     | 3             |
| 5  | 1,5          | 2     | 6     | 1             |
| 6  | 1,2,3,6      | 4     | 12    | 6             |
| 7  | 1,7          | 2     | 8     | 1             |
| 8  | 1,2,4,8      | 4     | 15    | 7             |
| 9  | 1,3,9        | 3     | 13    | 4             |
| 10 | 1,2,5,10     | 4     | 18    | 8             |
| 11 | 1,11         | 2     | 12    | 1             |
| 12 | 1,2,3,4,6,12 | 6     | 28    | 16            |
| 13 | 1,13         | 2     | 14    | 1             |
| 14 | 1,2,7,14     | 4     | 24    | 10            |
| 15 | 1,3,5,15     | 4     | 24    | 9             |

## Propiedades
Para un número primo p,
{\displaystyle d(p)=2\,\!}
{\displaystyle d(p^{n})=n+1\,\!}
{\displaystyle \sigma (p)=p+1\,\!}
porque por definición, los divisores de un número primo son 1 y el mismo primo. Claramente, 1 < d(n) < n y σ(n) > n para todo n > 2.
La función divisor es multiplicativa, pero no completamente multiplicativa. La consecuencia de esto es que, si nosotros escribimos:
{\displaystyle n=\prod _{i=1}^{r}p_{i}^{a_{i}}}
donde r = ω(n) es el número de distintos factores primos de n, pi es el i-ésimo factor primo, y ai es la máxima potencia de pi por el cual n es divisible, entonces nosotros tenemos
{\displaystyle \sigma _{x}(n)=\prod _{i=1}^{r}{\frac {p_{i}^{(a_{i}+1)x}-1}{p_{i}^{x}-1}}}
la cual es equivalente a una fórmula más útil:
{\displaystyle \sigma _{x}(n)=\prod _{i=1}^{r}\sum _{j=0}^{a_{i}}p_{i}^{jx}=\prod _{i=1}^{r}(1+p_{i}^{x}+p_{i}^{2x}+...+p_{i}^{a_{i}x}).}
Una ecuación para calcular τ(n) es 
{\displaystyle \tau (n)=\prod _{i=1}^{r}(a_{i}+1).}
Por ejemplo, si n es 24, este tiene dos factores primos (p1 es 2; p2 es 3); notando que 24 es el producto de 23×31, a1 es 3 y a2 es 1. Luego nosotros podemos calcular τ(24) de esta manera:
{\displaystyle {\begin{aligned}\tau (24)&=\prod _{i=1}^{2}(a_{i}+1)\\{}&=(3+1)(1+1)=4\times 2=8\end{aligned}}}

Los ocho divisores contados por la fórmula son 1, 2, 4, 8, 3, 6, 12, y 24.
Ahora notamos que s(n) = σ(n) - n. Este s(n) denota la suma de los divisores propios de n, los divisores de n , a excepción de n.
Esta función es utilizada para reconocer los número perfectos los cuales son los n para el cual s(n) = n. Si s(n) > n, entonces n es un número abundante y si s(n) < n entonces n es número defectivo.
Como un ejemplo, para dos primos distintos p y q, sea n = pq.
entonces
{\displaystyle \varphi (n)=(p-1)(q-1)=n+1-(p+q),\,}
{\displaystyle \sigma (n)=(p+1)(q+1)=n+1+(p+q).\,}
En 1984, Roger Heath-Brown probó que
d(n) = d(n + 1)
ocurre un número infinito de veces.

## Series de expansión
La función divisor puede ser escrita como una serie trigonométrica finita
{\displaystyle \sigma _{x}(n)=\sum _{\mu =1}^{n}\mu ^{x-1}\sum _{\nu =1}^{\mu }\cos {\frac {2\pi \nu n}{\mu }}}
sin hacer referencia explícita a los divisores de {\displaystyle n}.

## Relaciones de series
Dos Series de Dirichlet involucaran la función divisor:
{\displaystyle \sum _{n=1}^{\infty }{\frac {\sigma _{a}(n)}{n^{s}}}=\zeta (s)\zeta (s-a)}
y
{\displaystyle \sum _{n=1}^{\infty }{\frac {\sigma _{a}(n)\sigma _{b}(n)}{n^{s}}}={\frac {\zeta (s)\zeta (s-a)\zeta (s-b)\zeta (s-a-b)}{\zeta (2s-a-b)}}.}
Una serie de Lambert involucra la función divisor:
{\displaystyle \sum _{n=1}^{\infty }q^{n}\sigma _{a}(n)=\sum _{n=1}^{\infty }{\frac {n^{a}q^{n}}{1-q^{n}}}}
para arbitrarios números complejos |q| ≤ 1 y a. Esta sumación aparece en las series de Fourier de la series de Eisenstein y los invariantes de las funciones elípticas de Weierstrass.

## Aproximaciones del crecimiento
En notación de o-pequeña, la función divisor satisface la desigualdad:
{\displaystyle \forall \epsilon >0,d(n)=o(n^{\epsilon }).\,\!}
En notación de O-grande, Dirichlet mostró que el orden promedio de la función divisor satisface la siguiente desigualdad:
{\displaystyle \forall x\geq 1,\sum _{n\leq x}d(n)=x\log x+(2\gamma -1)x+O({\sqrt {x}}),}
donde {\displaystyle \gamma } es constante de Euler-Mascheroni. Mejorar el comportamiento asintótico {\displaystyle O({\sqrt {x}})} en esta fórmula es conocido como el problema de los divisores de Dirichlet.
El comportamiento de la función sigma es irregular. La tasa de crecimiento de la función puede ser expresada como:
{\displaystyle \limsup _{n\rightarrow \infty }{\frac {\sigma (n)}{n\ \log \log n}}=e^{\gamma },}
donde lim sup es el límite superior. Este resultado es conocido como el teorema de Grönwall, publicado en 1913.
En 1984 Guy Robin probó que 
{\displaystyle \sigma (n)<e^{\gamma }n\log \log n\quad \quad \forall n>5040\,\!}
se cumple si y solo si la Hipótesis de Riemann se cumple (este es el Teorema de Robbins). El valor más grande conocido que no cumple la desigualdad es n=5040. Si la hipótesis de Riemann es cierta, no debe haber excepciones más grandes. Si la hipótesis de Riemann es falsa existe un número infinito de valores de n que no cumplen la desigualdad.
Un comportamiento asintótico relacionado fue dado por Jeffrey Lagarias en 2002, quien probó que la hipótesis de Riemann es equivalente a la expresión 
{\displaystyle \sigma (n)\leq H_{n}+\ln(H_{n})e^{H_{n}}}
para todo número natural n, donde {\displaystyle H_{n}} es el n-esimo número armónico.